# Baseball ai IX Giochi panamericani
Il torneo di baseball ai IX Giochi panamericani si svolse a Caracas, in Venezuela, nell'agosto del 1983.

## Prima fase

### Girone A
| Squadre         | Giocate | Vinte | Perse | RF | RA | Pct   |
| --------------- | ------- | ----- | ----- | -- | -- | ----- |
| Stati Uniti     | 5       | 5     | 0     |    |    | 1.000 |
| Nicaragua       | 3       | 3     | 2     |    |    | 0.667 |
| Rep. Dominicana | 5       | 3     | 2     |    |    | 0.667 |
| Canada          | 5       | 3     | 2     |    |    | 0.667 |
| Porto Rico      | 5       | 1     | 4     |    |    | 0.200 |
| Brasile         | 5       | 0     | 5     |    |    | 0.000 |

### Girone B
| Squadre          | Giocate | Vinte | Perse | RF | RS | Pct   |
| ---------------- | ------- | ----- | ----- | -- | -- | ----- |
| Cuba             | 4       | 4     | 0     |    |    | 1.000 |
| Venezuela        | 3       | 2     | 1     |    |    | 0.667 |
| Panama           | 3       | 2     | 1     |    |    | 0.667 |
| Colombia         | 4       | 1     | 3     |    |    | 0.250 |
| Antille Olandesi | 4       | 0     | 4     |    |    | 0.000 |

## Girone finale
| Pos. | Squadre         | Giocate | Vinte | Perse | RF | RS | Pct   |
| ---- | --------------- | ------- | ----- | ----- | -- | -- | ----- |
|      | Cuba            | 5       | 5     | 0     |    |    | 1.000 |
|      | Nicaragua       | 5       | 3     | 2     |    |    | 0.667 |
|      | Stati Uniti     | 5       | 3     | 2     |    |    | 0.667 |
| 4    | Rep. Dominicana | 5       | 2     | 3     |    |    | 0.400 |
| 5    | Venezuela       | 5       | 2     | 3     |    |    | 0.400 |
| 6    | Panama          | 5       | 0     | 5     |    |    | 0.000 |